# Pflugsohle

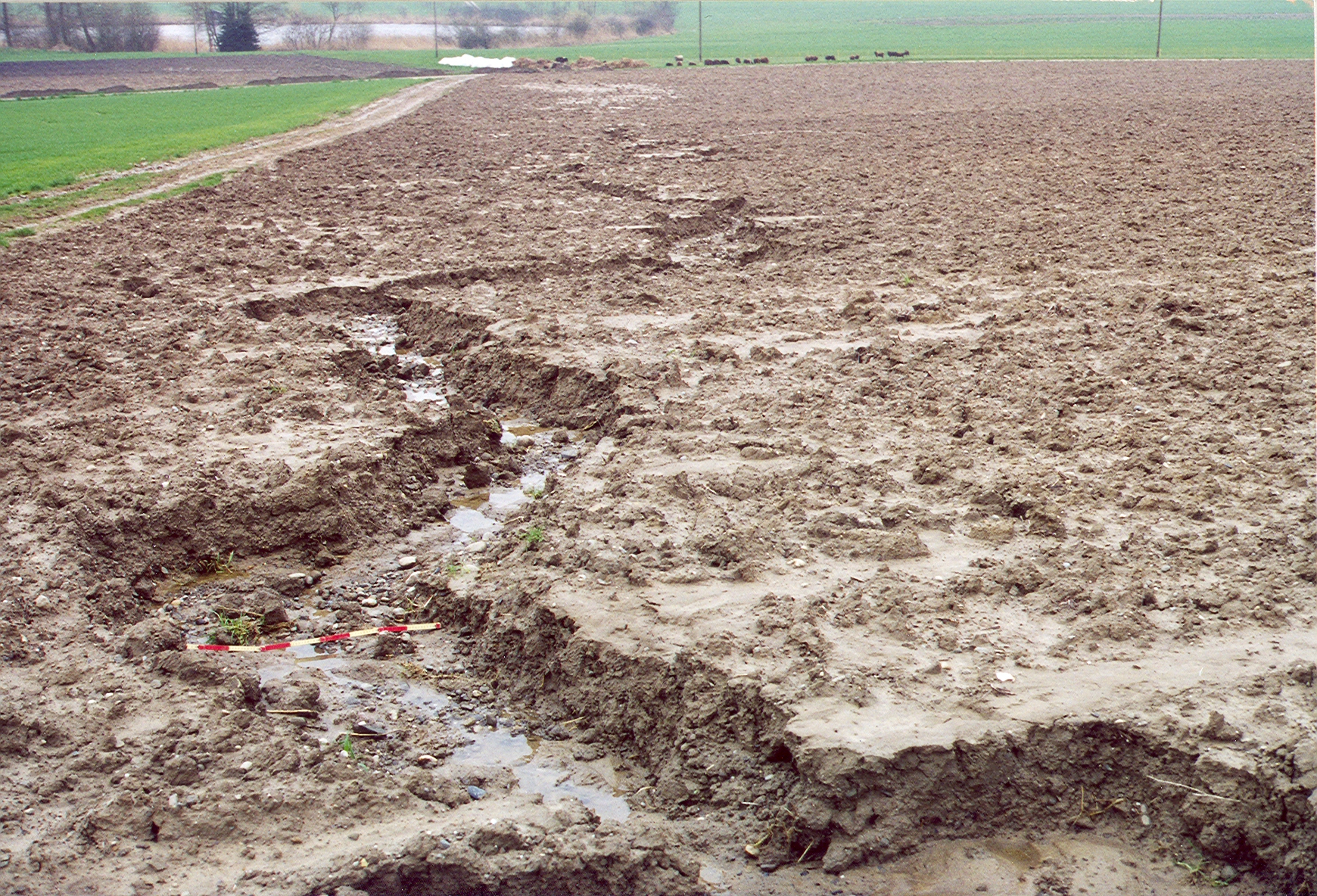
Eine durch Wassererosion abgetragene obere Bodenschicht gibt Einblick auf die Oberkante der Pflugsohle, welche flächig auch unter der verbliebenen Bodenschicht vorhanden ist

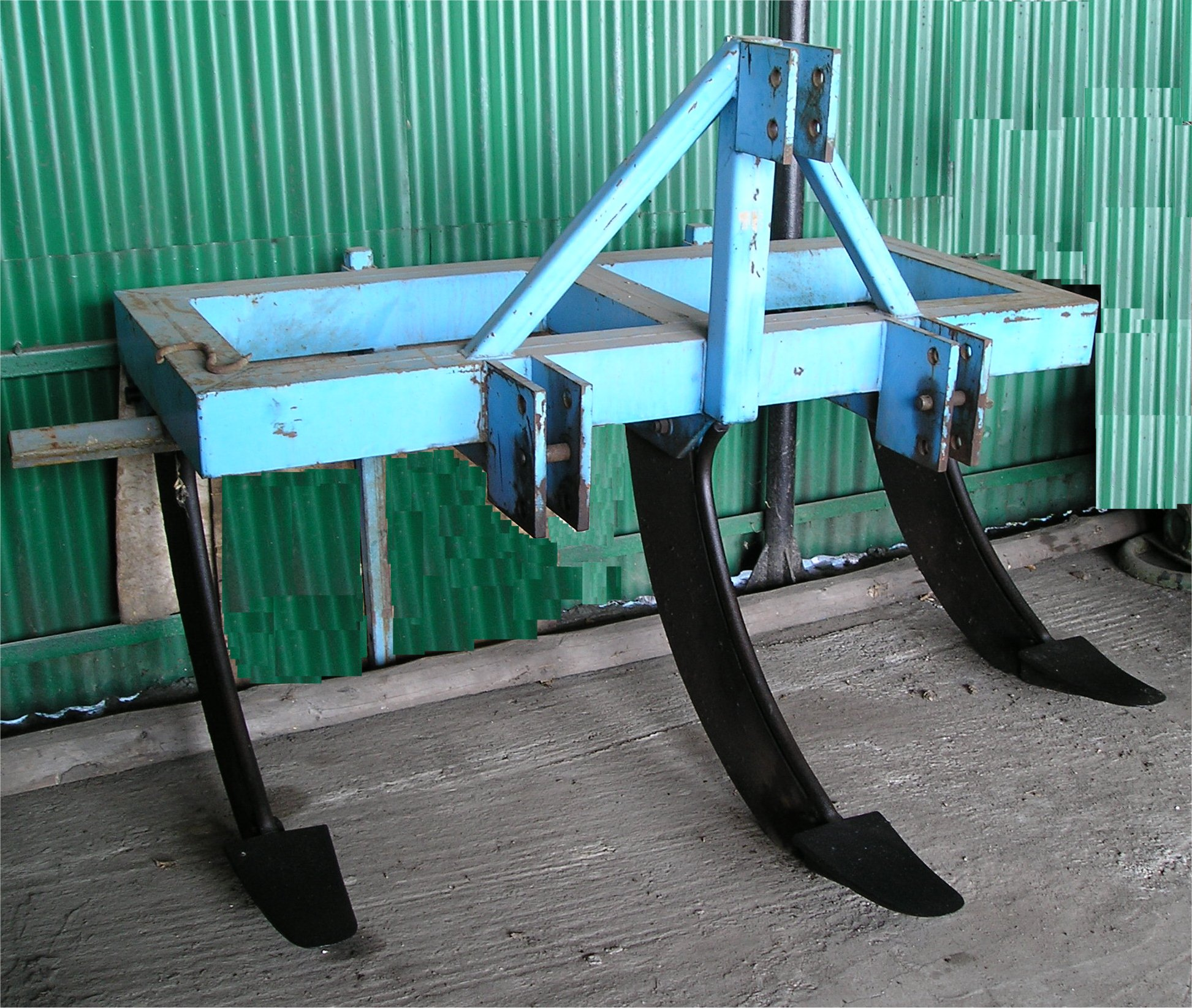
Tiefenlockerer, der dazu dient, die Pflugsohle durchlässig zu machen.

Bei der Pflugsohle, auch Pflugsohlenverdichtung, handelt es sich um den Übergang vom Bearbeitungshorizont zu einem durch das Pflügen verdichteteren Bodenbereich, in die Tiefe, in welche der Pflug nicht reicht. Wenn der Boden bei zu nasser Witterung bearbeitet wird, kann – gemäß Ellenberg – sowohl bei pseudogleyähnlichen Böden als auch bei Parabraunerden eine dichtgeschmierte, relativ schwer durchlässige Schicht mit Stauwirkung entstehen.
Das Tiefenwachstum der angebauten Pflanzen wird beeinträchtigt, da ein Durchwurzeln durch die Pflugsohle erschwert wird. Gleichzeitig staut sich das Wasser im Oberbodenbereich nach ergiebigen Regenfällen.
Man versucht diese Art der Bodenverdichtung zu reparieren, indem man bei trockenen Verhältnissen den Boden mithilfe eines Tiefenlockerers aufbricht und anschließend mit der Einsaat von tiefwurzelnden Zwischenfrüchten stabilisiert.